# Meghasadva
A Meghasadva (eredeti cím: Wrecked) 2011-ben bemutatott kanadai filmthriller, amelyet Christopher Dodd forgatókönyéből Michael Greenspan rendezett. A főszerepben Adrien Brody látható.
Az IFC Midnight Films 2011. április 1-jén mutatta be.

## Cselekmény
Egy férfi felébred az eszméletlenségéből. Súlyosan megsérült és csapdába esett egy autóroncsban az erdő közepén. Mivel a baleset következtében amnéziát és sípcsonttörést szenvedett, fogalma sincs, ki ő és hogyan került ebbe a helyzetbe. A hátsó ülésen felfedez egy férfi holttestét, akit a személyi igazolványa alapján George Weaverként azonosít. Miközben próbálja kiszabadítani magát a kocsiból, egy nő odamegy hozzá, majd élelemmel és vízzel látja el. Azonban a nő hirtelen eltűnik, így világossá válik, a férfi csak képzelődött. Néhány nap múlva sikerül kimásznia a szabadba. A kocsiban talált egy revolvert, majd a csomagtartóban felfedez egy pénzzel teli táskát. A Raymond Plazzy nevével ellátott hitelkártya és a rádióhírek bizonyosságot hoznak számára: egy bankrabló banda tagja.
Sínbe tett lábbal, négykézláb vonszolja magát az erdőn keresztül a hegyoldalon. Nemcsak az ismeretlen nőről vannak további hallucinációi, hanem azt is látja, hogy egy idegen babrál a csomagtartóban lévő pénzzel. Később talál egy mobiltelefont, amelynek az erdőben nincs térereje, valamint egy doboz tablettát. A gyorsabb haladás érdekében hagyja magát sodródni a folyón. Amikor újra találkozik a nővel, megfojtja és lelövi. Miután néhány napig bolyongott az erdőben, és már fel akarta adni, végre eléri az utat. Ott egy újabb holttestre talál, és az útlevéllel ellátott fényképes jogosítványból kiderül, hogy az illető Raymond Plazzy.
Az emlékei fokozatosan térnek vissza. Nem ő volt az egyik bankrabló, hanem túszul ejtették, és elrabolták az autóban a társa szeme láttára, akivel együtt utazott. Mivel a mobiltelefonja már működik, felhívja a vadőröket, hogy vegyék fel az úton. Ekkor jut eszébe; néhány nappal ezelőtt túszként megragadta a menekülő autó kormányát, aminek következtében az letért az útról, és a domboldalon lezuhant az erdőbe.

## Szereplők
| Szerep         | Színész            | Magyar hang   |
| -------------- | ------------------ | ------------- |
| Férfi          | Adrien Brody       | Viczián Ottó  |
| Nő             | Caroline Dhavernas | Solecki Janka |
| George Weaver  | Ryan Robbins       | Renácz Zoltán |
| Raymond Plazzy | Adrian Hughes      | Láng Balázs   |
| Eric Stapleton | Lloyd Adams        | Élő Balázs    |
| Vadonőr        | Jacob Blair        | Seder Gábor   |

## A film készítése
A film világpremierjén, amelyre 2010. október 15-én került sor az Emirates Palace-ban (Abu Dhabi Filmfesztivál részeként), Adrien Brody őszintén beszélt arról, miért döntött úgy, hogy egy kezdő játékfilmrendezővel dolgozzon együtt: „Hittem abban, hogy Michael képes valami különlegeset alkotni. A forgatókönyvből és a Michaellel folytatott beszélgetéseinkből adódóan volt egy vázlat, amivel dolgozhattam. Nem lehet csak úgy biztosra menni. Még azok a rendezők és színészek is, akik nagyszerű munkát végeznek, nem mindig nyújtanak remek alakításokat. És úgy érzem, nem várhatsz addig, amíg valaki, akinek van rangja, odajön hozzád, és azt mondja, hogy gyere, dolgozz velem. Új dolgokat kell keresned, amelyek inspirálnak téged. Az a kulcsa ennek a munkának, hogy tényleg nem kellett vigyáznia rám. Bíznotok kell egymásban, ahogy én bízom Michaelben.”

## Fogadtatás
A Meghasadva általánosságban vegyes visszajelzéseket kapott a kritikusoktól. A Rotten Tomatoes weboldalon 48%-os értékelést kapott 27 kritika alapján, az átlagértékelése 5,3 pont a 10-ből. A Metacritic oldalán 100-ból 61 pontot kapott (10 kritika alapján), ami „általánosságban kedvező kritikát” jelent.